# Айрлендс-Ай
Айрлендс-Ай (ирл. Inis Mac Neasáin, англ. Ireland's Eye) — необитаемый остров в Ирландском море.

## Описание
Административно остров принадлежит городу Хоут (находится в 900 метрах к северу от него), графство Фингал, провинция Ленстер, Ирландия. До 1994 года административно относился к столице страны — Дублину.
На остров регулярно ходят туристические лодки. Достопримечательности — руины башни Мартелло и церкви VIII века.
На острове и окружающих его скалах во множестве селятся тонкоклювые кайры, гагарки, глупыши, чайки, северные олуши, большие бакланы, есть несколько пар тупиков, в связи с чем остров объявлен так называемой ключевой орнитологической территорией. В прибрежных водах часто можно заметить длинномордых тюленей. Деревьев на острове нет.

## История
Во времена кельтов остров назывался Эрия, в честь неизвестной женщины. Пришедшие сюда викинги адаптировали название острова под свой язык: он стал называться просто Эй (остров), позднее — Эринс-Эй, и наконец — Айрлендс-Ай. Также одно время остров был известен как Инис-Файтленн.
В сентябре 1852 года на острове была убита женщина, в преступлении был обвинён её муж, его вина оспаривалась несколько десятилетий.
В июне 2015 года на острове случился крупный пожар.